# Pernille Svarre
Pernille Svarre (19 novembre 1961) è un'ex pentatleta danese.

## Palmarès
In carriera ha conseguito i seguenti risultati:
- Mondiali:

Hørsholm 1984: argento nel pentathlon moderno individuale.
Sheffield 1994: bronzo nel pentathlon moderno staffetta a squadre.
Basilea 1995: bronzo nel pentathlon moderno a squadre e staffetta a squadre.
Pesaro 2000: oro nel pentathlon moderno individuale.